# El Saltador (Huércal-Overa)
El Saltador es una localidad, pedanía y diputación española perteneciente al municipio de Huércal-Overa, en la provincia de Almería, y la comunidad autónoma de Andalucía. Está situada en la parte septentrional de la comarca del Levante Almeriense.
La diputación la conforma los núcleos de El Saltador, Gacía y San Francisco.

## Toponimia
Nunca se ha precisado la razón por el que se le llama El Saltador a esta zona, pero paseando por el río se puede apreciar el por qué. Los estudios realizados en el río del Baladral y en su estructura demostraron que este debido a los volcanes y las aguas, el terreno se fue hundiendo. Por eso hoy en día se puede apreciar en el precipicio una cueva. Hay creencias y teorías de que esta cueva comunica con el interior del castillo de Huércal-Overa, el cual está muy cerca, encima del precipicio igualmente.
Se sostiene la posibilidad de que en su momento, se pudiera tener acceso a la cueva desde el río. Hoy en día esa cueva queda muy alta. A esta cueva se le conoce como "ventana de El Saltador".

## Historia
Para los primeros pobladores de Huércal y después de Huércal-Overa, las tierras de estas zonas suponían un privilegio a la hora de ejercer como agricultor y ganadero. Había poca distancia entre El Saltador y Huércal-Overa, dentro del río del Baladral —que comunica con los demás ríos y ramblas del municipio, hasta el río Almanzora— contaba con un nacimiento de aguas, producto de la naturaleza.
Según estudios realizados en su momento, El Saltador fue un antiguo poblado árabe, a lo largo de sus campos se pueden hallar los antiguos muros y cimentaciones, descubiertas por los arados de tierras y los arrastres de las aguas. También se han hallado vestigios de enterramientos humanos.
En los Tollos y a lo largo de todo El Saltador, se aprecian varias cuevas.

## Demografía
Según el Instituto Nacional de Estadística de España, en el año 2019 El Saltador contaba con 569 habitantes censados, lo que representa el 2,97% de la población total del municipio.

## Cultura

### Fiestas
En El Saltador se lleva celebrando la procesión de su patrón, San Francisco de Paula, cuya imagen reside en la iglesia que recibe su nombre en la zona conocida como El Saltador Viejo. Esta se encuentra a una corta distancia del río. Desde antiguamente, el tercer domingo de Pascua, los agricultores al mediodía sacaban en procesión cada año al patrón por sus calles.
Desde hace algunos años lo acompaña en su cortejo la imagen de la Virgen de las Angustias, que se encuentra en la iglesia de la localidad.